# Скала (Вроцлавський повіт)
Скала (пол. Skała) — село в Польщі, у гміні Длуґоленка Вроцлавського повіту Нижньосілезького воєводства.
Населення — 82 особи (2011).
У 1975-1998 роках село належало до Вроцлавського воєводства.

## Демографія
Демографічна структура станом на 31 березня 2011 року:
|          | Загалом | Допрацездатний вік | Працездатний вік | Постпрацездатний вік |
| -------- | ------- | ------------------ | ---------------- | -------------------- |
| Чоловіки | 44      | 7                  | 32               | 5                    |
| Жінки    | 38      | 9                  | 19               | 10                   |
| Разом    | 82      | 16                 | 51               | 15                   |